# Pukkelryggen
Pukkelryggen är en bergstopp i Antarktis. Den ligger i Östantarktis. Norge gör anspråk på området. Toppen på Pukkelryggen är 623 meter över havet.
Terrängen runt Pukkelryggen är kuperad åt sydväst, men åt nordost är den platt. Terrängen runt Pukkelryggen sluttar brant österut. Trakten är obefolkad. Det finns inga samhällen i närheten. 